# 面纱 (电影)
《面纱》（英語：The Painted Veil）是2006年出品的一部美国电影。该片由约翰·卡兰导演，男女主演分别为爱德华·诺顿和娜奥米·沃茨，同时黄秋生、夏雨和模特吕燕也在片中出演角色。
影片根据英国作家威廉·索默赛特·毛姆的同名小说改编，讲述1920年代英国细菌学家沃特·费恩医生（Dr. Walter Fane）与妻子基蒂·费恩（Kitty Fane）来到中国的故事。

## 故事概要
1920年代的倫敦，虛榮女子Kitty （娜奧美·屈絲飾演）為了逃避浮华的上流社會，甘願選擇一段沒有愛情的婚姻，與不善溝通交流的細菌學家Walter（愛德華·諾頓飾演）結婚並移居上海。後來Kitty因空虛寂寞而搭上英國外交官，令Walter決定舉家搬到霍亂肆虐的中國廣西農鄉，在當地行醫，作為對她的懲罰。Kitty本不願同行，但Walter威脅以出軌為由休了她，而外交官並不打算與自己夫人離婚後娶她。於是依Walter事前的算計，她不得不與之同行。每天與死亡和絕望擦身而過，她終於發現了丈夫所從事的是怎樣偉大的志業。夫妻倆卻發現了另一片天地，在遙遠的異鄉第一次走近對方，重燃愛火。只是一切來得太遲，Kitty甚至不知道自己所懷的是丈夫還是情夫的孩子。
Walter夜以繼日的工作，終於令身邊的國民政府聯絡官明白他的苦心，為他擺平了因不顧惜人命而不願合作的當地軍閥。Walter甚至為當地居民設計建造了供水系統以斷絕病菌透過水源污染。
疫情獲得控制後，卻由外地湧進大批逃難人潮，破壞了原本的隔離。Walter身患霍亂，Kitty趕走旁邊的人以防感染，自己照顧丈夫直到最後。Walter埋骨異鄉後，心力交瘁的Kitty傷心返回英國，再次遇上外交官，但並未應允外交官的邀約，而是與小孩獨自生活下去。

## 获奖情况
亚历山大·德斯普拉获得金球奖和洛杉磯影評人協會最佳原创音乐奖。
Ron Nyswaner获得美国国家评论协会奖最佳改编剧本奖。
影片同时在独立精神奖中获得最佳剧本和最佳男主角两项提名。
虽然该片在金球奖中获得了最佳原创音乐奖，但并未在奥斯卡中获得提名。

## 其他
- 该片主要场景取景于广西宜州市祥貝鄉段的龙江河。
- 在片中扮演外遇情人的娜奥米·沃茨和李佛·薛伯在实际生活中确实已订婚。